# 国际商会国际仲裁院
国际商会国际仲裁院（英語：ICC International Court of Arbitration，缩写为ICC）是一个解决国际商业纠纷的机构，在國際商會的主持下运作，共有100多名仲裁员、来自约90个国家。
ICC并不能发布正式判决，而是提供“仲裁程序的司法监督”。
ICC工作语言为英语与法语，在处理案例时可以使用任何语言。ICC总部位于法国巴黎。
截至2020年1月，ICC累计登记了超过25,000个案件，2019年登记案件数量也创下了记录。

## 历史
ICC成立于1923年，首任主席为Étienne Clémentel，他曾担任法国财政部长。